# 浅利三朗

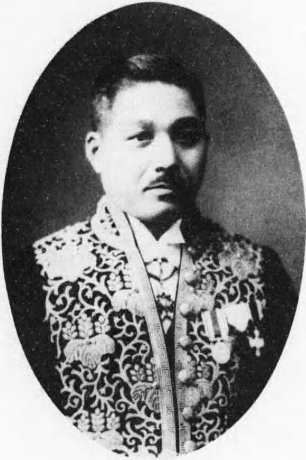
浅利三朗

浅利 三朗（淺利 三朗、あさり さぶろう、1882年（明治15年）11月10日 – 1966年（昭和41年）11月3日）は、日本の内務及び朝鮮総督府官僚、政治家。栃木県知事（官選第25代）、香川県知事（官選第19代）、衆議院議員（3期）。

## 経歴
岩手県西磐井郡平泉町出身。浅利杏坪の三男として生まれ、兄・浅利寛の養子となる。一関中学、第二高等学校を経て、1909年7月、東京帝国大学法科大学法律学科（独法）を卒業。同年11月、文官高等試験行政科試験に合格。同年12月、内務省に入省し三重県属となり、内務部勧業課に配属された。
1910年5月、三重県内務部地方課に配属。以後、山形県事務官、同視学官、大阪府視学官、茨城県警察部長、高知県警察部長、新潟県警察部長、北海道庁警察部長、富山県内務部長などを歴任。
1924年6月、香川県知事に就任。1926年9月、朝鮮総督府警務局長に転じ、1929年11月まで在任。1931年1月、栃木県知事となる。昭和恐慌の対策に尽力するが、同年12月18日に知事を休職し、1932年2月に退官した。
その後、東洋セメント取締役、日本鋪道社長、満州舗道社長、朝鮮石油取締役などを歴任。
1947年4月の第23回衆議院議員総選挙で岩手県第2区に日本自由党から立候補し当選。1952年10月の第25回総選挙まで連続3回の当選を果たした。その他、衆議院建設委員長、民主自由党総務を務めた。
1966年11月の秋の叙勲で勲三等から勲二等に叙され、瑞宝章を受章する。しかし、叙勲が発令された同月3日に死去した。83歳没。同月8日、特旨を以て位一級を追陞され、死没日付をもって従四位から正四位に叙された。

## 人物
妻との間には四男三女いる。
趣味は囲碁と将棋で、将棋は2段を有する。

## 栄典
- 1927年（昭和2年）9月1日 - 従四位[5]
- 1966年（昭和41年）11月3日 - 勲二等瑞宝章（生存者叙勲）、正四位（没後追贈）